# رامون دوفالون
رامون دوفالون (مواليد 31 أغسطس 1954) هو ملاكم كوبي، مثّل بلاده في الألعاب الأولمبية الصيفية 1976 وحقق الميدالية الفضية في فئة وزن الذبابة.

## روابط خارجية
رامون دوفالون على موقع أوليمبيديا (الإنجليزية)